# Популациона генетика
Популациона генетика је дисциплина генетике која се бави проучавањем процеса наслеђивања и варијабилности особина на нивоу популације. 
Сваку популацију могуће је дефинисати генетички:
- на нивоу гена тако што се утврди учесталост њихових алела,
- на нивоу хромозома утврђивањем различитих врста промена у њима, нпр. структурних као што су инверзије или транслокације.

Судбина гена, који се налазе у јединкама, уско је везана са популацијама у којима те јединке живе. Укупан збир свих гена у једној популацији назива се генски фонд.
Тако дефинисање одредиће генетичку структуру популације као учесталост генских алела. Ако се та учесталост алела одржава сталном из генерације у генерацију онда се за популацију каже да је у равнотежи што се може представити Харди-Вајнберговом једначином.
Фактори који ремете генетичку равнотежу популације су:
1. неслучајна укрштања
2. генетички дрифт
3. миграције
4. мутације
5. природна селекција